# Елебекова, Хабиба Каракбаевна
Хабиба Каракбаевна Елебекова (каз. Хабиба Қарақбайқызы Елебекова, 16 июля 1916, село Томар, Каркаралинский район, Акмолинская область, Российская империя — 18 октября 2016, Алма-Ата, Казахстан) — советская и казахская актриса кино и театра. Заслуженная артистка Казахской ССР (1976), вдова актёра и певца Жусупбека Елебекова.

## Биография
В 1934 года начала работать в народном театре Каркаралы. В 1935 по 1937 годах окончила студию при драмтеатре имени М.Ауэзова.
С 1935 года — артистка Казахского театра драмы имени Ауэзова, и всю жизнь работала в этом театре.
Являлась автором ряда биографических книг, посвящённых супругу Жусупбеку Елебекову.
В 2012 году в издательстве «Өнер», в серии «Известные люди», вышла книга «Хабиба Елебекова» (автор проекта А. Бопежанова).
Похоронена на Кенсайском кладбище.

## Награды и звания
- Заслуженная артистка Казахской ССР за заслуги в области советского и казахского театрального и киноискусства (1976 года)
- Медаль «За трудовое отличие» (3 января 1959 года)
- Медаль «В ознаменование 100-летия со дня рождения Владимира Ильича Ленина» (1970)
- Медаль «Ветеран труда»
- Медаль «За освоение целинных земель»
- нагрудный знак «Мәдениет саласының Үздігі» (Заслуженный деятель культуры Казахстана) (2012 года)
- Награждена благодарственным письмом Первого Президента Республики Казахстан.
- Неоднократный обладатель государственной и президентской стипендии Республики Казахстан в области культуры и искусства и др.

## Творчество

### Роли в театре
Казахский театр драмы имени М. О. Ауэзова
Из казахской и мировой классики и современной драматургии:
- 1932 — «Аркалык батыр» Жумат Шанин. Режиссёр Жумат Шанин — Каракоз
- 1936 — «Аристократы» Николай Пагодин (перевод. Мухтар Ауэзов). Режиссёр Илья Боров — Верующие женщины.
- 1937 — «Амангельды» Беимбет Майлин совместно с Г. Мусреповым). Режиссёр Илья Боров — Акжан.
- 1938 — «На границе» Мухтар Ауэзов. Режиссёр Михаил Насонов — Ажар.
- 1938 — «Исатай — Махамбет» Мусатай Акынжанов. Режиссёр А. Исмаиылов — русская жена.
- 1939 — «Берёзы» Мухтар Ауэзов совместно с Абдильда Тажибаева). Режиссёр Михаил Насонов — девушка.
- 1940 — «Не всё коту масленица» А. Островский (перевод. Мухтар Жангалин). Режиссёр Михаил Соколовский — женщина блуждающих.
- 1940 — «Ревизор» Н. Гоголь (перевод. Мухтар Ауэзов). Режиссёр Михаил Соколовский — Пошлепкина.
- 1940 — «Абай» Мухтар Ауэзов. Режиссёр Аскар Токпанов — Каныкей.
- 1941 — «Марабай» Шахмет Кусаинов. Режиссёр Аскар Токпанов — Марияш.
- 1941 — «Товарищи» Альжапар Абишев. Режиссёр Капан Бадыров — герой.
- 1941 — «Сын сагатта» Мухтар Ауэзов. Режиссёр Аскар Токпанов — женщина.
- 1942 — «Ахан-Сере и Актокты» Габит Мусрепов. Режиссёр И. Мадиевский — тётушка.
- 1943 — «Козы Корпеш — Баян сулу» Габит Мусрепов. Режиссёр А. Исмаиылов — Макпал.
- 1942 — «Амангельды» Шахмет Кусаинов. Режиссёр Шакен Айманов — женщина.
- 1946 — «Кара кипчак Кобланды» Мухтар Ауэзов. Режиссёр Капан Бадыров и Я.Штейн — Кунекей.
- 1947 — «Дружба и любовь» Альжапар Абишев. Режиссёр Шакен Айманов — Баян.
- 1948 — «Закон чести» Александр Штейн. Режиссёр Аскар Токпанов — Лидия Михайловна.
- 1949 — «Таланты и поклонники» А. Островский (перевод. Габит Мусрепов). Режиссёр Шакен Айманов — Домна Пантелевна.
- 1949 — «Абай» Мухтар Ауэзов. Режиссёр Шакен Айманов — Улжан; Каныкей.
- 1950 — «Молния» А. Островский (перевод. К. Сагындвков). Режиссёр Е. Марков — Феклуша.
- 1950 — «Миллионер» Габиден Мустафин. Режиссёр Аскар Токпанов — Уркия.
- 1953 — «Моя любовь» М. Иманжанов — Бибигуль.
- 1955 — «Грех» Альжапар Абишев — Айжан.
- 1957 — «Майра» Абдильда Тажибаев. Режиссёр Аскар Токпанов — Урия.
- 1958 — «Кто мой отец?» Альжапар Абишев. Режиссёр Ж.Огизбаев — Жаркын.
- 1958 — «Единственное дерево не лес» Абдильда Тажибаев. Режиссёр Азербайжан Мамбетов — Муслима.
- 1959 — «Что бы вы сделали?» Габит Мусрепов и В. Игнатиус. Режиссёр Азербайжан Мамбетов — Дамели.
- 1959 — «Волчонок под шапкой» Калтай Мухамеджанов. Режиссёр Азербайжан Мамбетов — Баршагуль.
- 1961 — «Свахи приехали» Калтай Мухамеджанов. Режиссёр Азербайжан Мамбетов — Кымбат.
- 1962 — «Знакомые люди» Шахмет Кусаинов. Режиссёр Курманбек Джандарбеков — женщина.
- 1963 — «Каракоз» Мухтар Ауэзов. Режиссёр Абрам Мадиевский — Текти.
- 1964 — «Убаганская собака» К. Сатыбалдин. Режиссёр К. Мергозиев — Бригадир.
- 1965 — «Майдан» Беимбет Майлин. Режиссёр Аскар Токпанов — Мамык.
- 1967 — «Комедия без улыбок» Аким Тарази. Режиссёр В. Иванов — Жена старца.
- 1967 — «Сильнее смерти» (Ажар мен ажал) Сакен Жунусов. Режиссёр Кадыр Жетписбаев — Аклима.
- 1968 — «Дон Жуан или любовь к геометрии» М. Фриша (перевод. Абиш Кекилбаев). Режиссёр Азербайжан Мамбетов — Севильская вдова.
- 1968 — «Вьетнамская звезда» И. Куприянов. Режиссёр Азербайжан Мамбетов — До Тхи Тхань.
- 1969 — «Ночная сарын» Мухтар Ауэзов. Режиссёр С. Елеусизов — бабушка.
- 1969 — «Майра» Абдильда Тажибаев. Режиссёр Байтен Омаров — Зару.
- 1970 — «Женат друга» Касым Аманжолов. Режиссёр Ж. Омаров — Айганым.
- 1971 — «Сердце матери» Александр Афиногенов. Режиссёр Ж. Омаров — Настя.
- 1971 — «Айдарбек» и «Торсыкбай» Беимбет Майлин, Жумат Шанин. Режиссёры Азербайжан Мамбетов и Раимбек Сейтметов — Бахыт, мальчик.
- 1972 — «Башмачный» Ж.Файзи, Т.Гизат. Режиссёр А. Пашков — Фахрия.
- 1973 — «Улан асу» Халижан Бекхожин. Режиссёр Кадыр Жетписбаев — Зейдехан.
- 1974 — «Дом Бернарды Альбы» Лорка Гарсиа (перевод. Кабдыкарим Ыдырысов). Режиссёр Раимбек Сейтметов — Понсия.
- 1974 — «Великий волшебник» Виталий Губарев. Режиссёр А. Пашков — Мать.
- 1978 — «Царство доверия» Мухтар Шаханов. Режиссёр Раимбек Сейтметов — Байбише.
- 1978 — «Бунт невесток» Саид Ахмад. Режиссёр Раимбек Сейтметов — Незнакомая женщина.
- 1981 — «Абай—Аигерим» Мухтар Ауэзов. Режиссёр Ж. Омаров — Улжан.
- 1981 — «Фархад—Шырын» Назым Хикмет. Режиссёр Аубакир Рахимов — Няня женщина.
- 1981 — «Жаль жизнь» Дельмар, Винья (перевод. Калтай Мухамеджанов). Режиссёр Раимбек Сейтметов — миссис Левицкая.
- 1982 — «Белая птица моей мечты» Реваз Табукашвили. Режиссёр А. Аскаров — бабушка Елена.
- 1984 — «Меня зовут Кожа́» Бердибек Сокпакбаев. Режиссёр Аубакир Рахимов — бабушка.
- 1984 — «Жамал» К. Мукушев. Режиссёр С. Асылханов — Улжан.
- 1985 — «Моя звезда моя высокая» Софы Сматаев, Чапай Зулхашев. Режиссёр Чапай Зулхашев — бабушка.
- 1987 — «Муж» Саид Ахмад. Режиссёр Раимбек Сейтметов — Зумат.
- 1987 — «Скелетные сводки» Е. Домбаев. Режиссёр С. Асылханов — Забера.
- 1993 — «Влюблённые» Абдильда Тажибаев. Режиссёр Булат Атабаев — Дарига.
- 1993 — «Слепые» Метерлинк, Морис (перевод. Абдильда Тажибаев). Режиссёр Булат Атабаев — Слепой.
- 1993 — «Седьмая палата» Аскар Сулейменов. Режиссёр Аубакир Рахимов — бабушка.
- 1996 — «Женщины в кебенеке» А. Тасымбеков. Режиссёр Булат Атабаев — женщина-узница.
- 1998 — «Абылай хан» Абиш Кекилбаев. Режиссёр Булат Атабаев — Мать Ботагой.
- 2003 — «Естайдын Корланы» Иран-Гайып. Режиссёр Булат Атабаев — Айнаш.

### Фильмография
- 1954 — «Дочь степей» реж. Шакен Айманов, Карл Гаккель
- 1961 — «Если бы каждый из нас» реж. Султан-Ахмет Ходжиков
- 1965 — «Чинара на скале» реж. Султан-Ахмет Ходжиков
- 2009 — «Биржан сал» реж. Досхан Жолжаксынов